# Jucurutu
Jucurutu is een gemeente in de Braziliaanse deelstaat Rio Grande do Norte. De gemeente telt 18.069 inwoners (schatting 2009).